# Риго, Солен
Соле́н Риго́ (фр. Solène Rigot; род. 1992) — французская актриса и музыкант. Наиболее известна по главной роли в бельгийском фильме «Юная любовь».

## Карьера
Её первой крупной ролью стала роль в фильме «17 девушек». Она снялась в музыкальном видео на «Up All Night» Бека. Она также является участницей французского музыкального коллектива Mr. Crock.

## Ранняя жизнь
Французская газета L’Express сообщила, что она выросла в пригороде Парижа, коммуне Рони-су-Буа.

## Избранная фильмография
| Год  | Название                      | Оригинальное название | Роль      |
| ---- | ----------------------------- | --------------------- | --------- |
| 2011 | 17 девушек                    | 17 filles             | Матильда  |
| 2012 | Ренуар. Последняя любовь      | Renoir                | Магдалина |
| 2016 | Сент-Амур: Удовольствия любви | Saint-Amour           | Дженнифер |
| 2016 | Водный эффект                 | L'Effet aquatique     |           |
| 2016 | Сирота                        | Orpheline             | Карин     |
| 2016 | Туннель                       | Tunnel                | Нина      |
| 2018 | Синематон                     | Cinématon             | саму себя |